# Plaque d'immatriculation indonésienne
Une plaque d'immatriculation indonésienne, à l'exclusion du corps diplomatique, est constituée des éléments successifs suivants :
- Une ou deux lettres désignant :
  - Dans les îles de Java et Madura, l'ancienne residentie (circonscription administrative) de l'époque des Indes néerlandaises,
  - Dans les autres îles, la province,

- 1 à 4 chiffres,
- 1 à 3 lettres.

Le fond de la plaque peut avoir les couleurs suivantes :

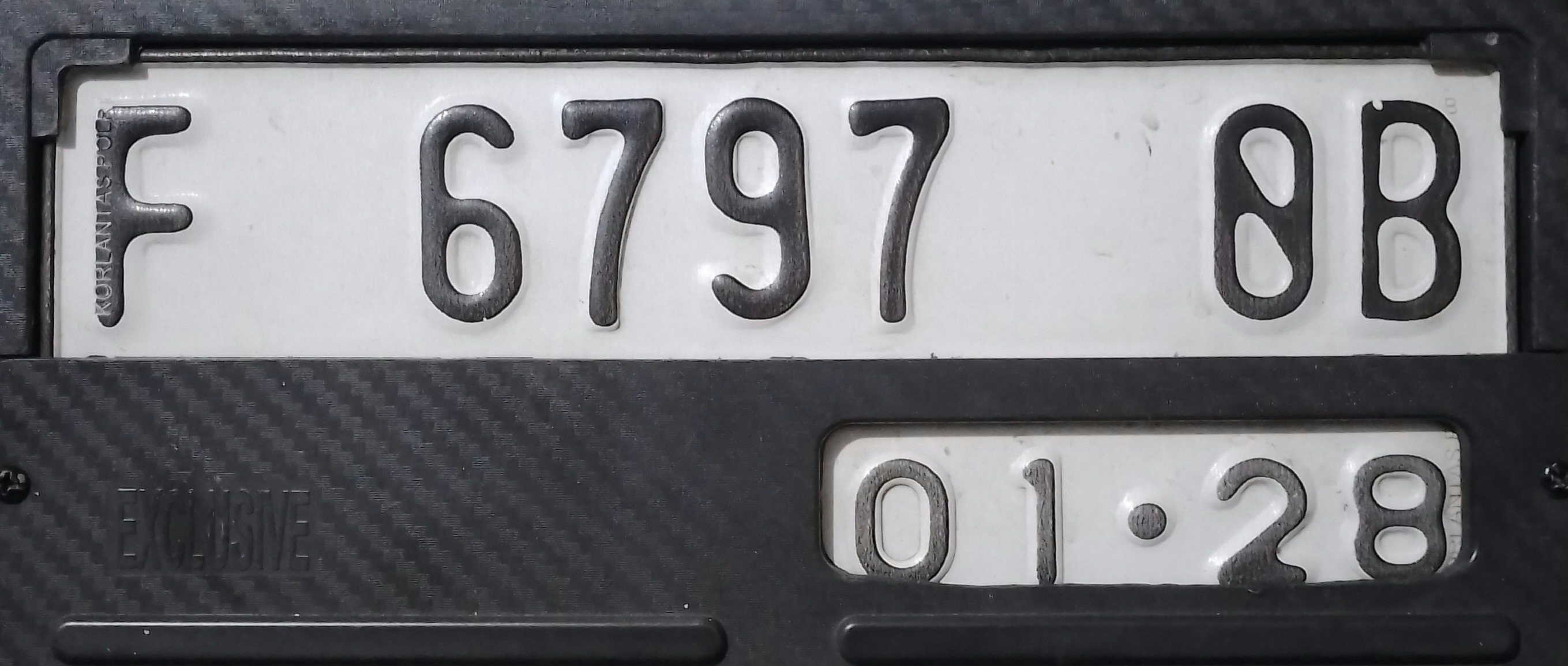
Une Dernières conceptions de plaques d'immatriculation de véhicules à moteur en Indonésie pour la région de Sukabumi (F)

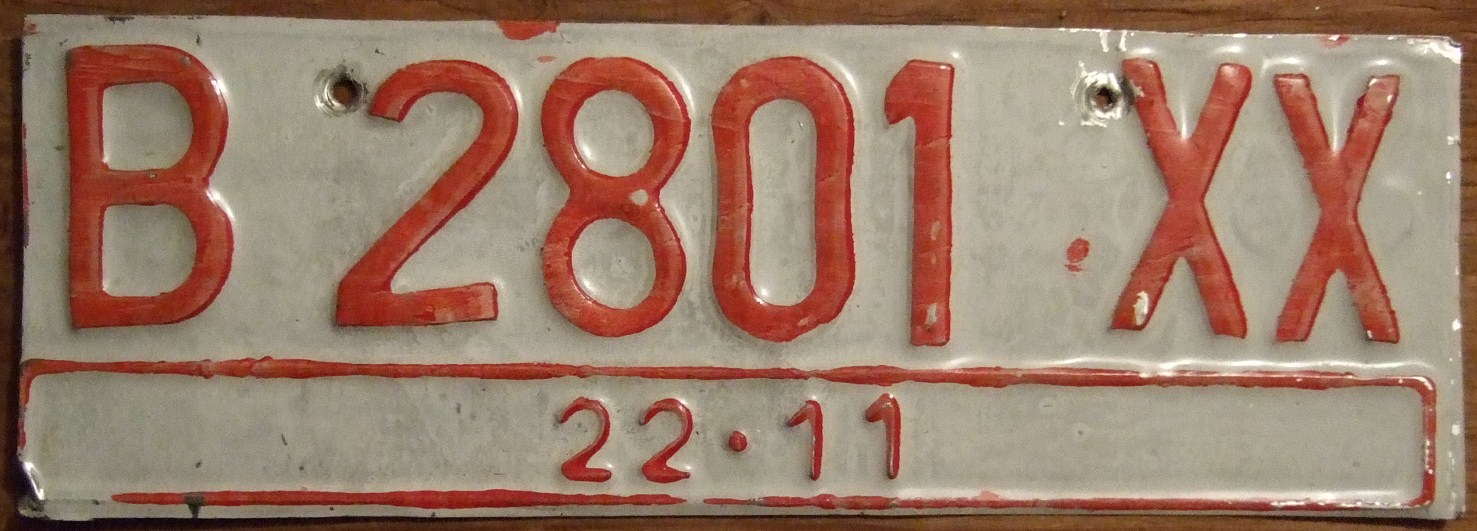
Une plaque blanche d'immatriculation provisoire de Jakarta (B)

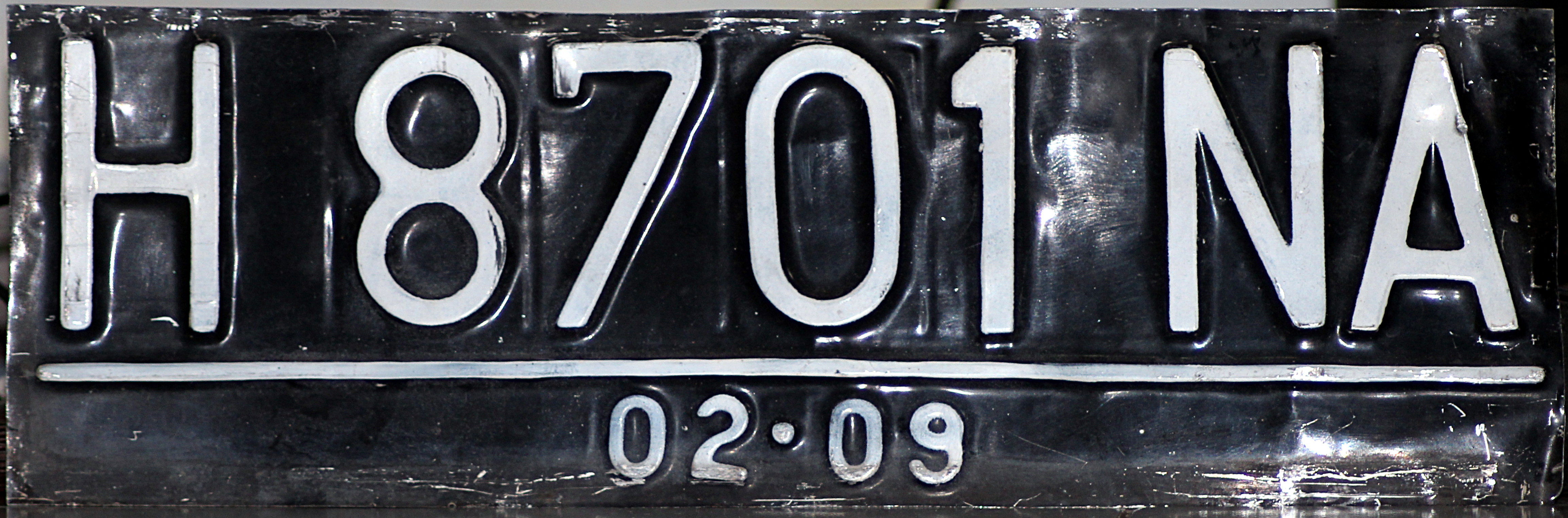
Une plaque noire de Semarang (H)

- Noir pour les véhicules privés, avec caractères blancs,
- Jaune pour les véhicules de transport de personnes (bus, taxis) ou de marchandises (camions, camionnettes), avec caractères noirs,
- Rouge pour les véhicules appartenant au gouvernement, avec caractères blancs,
- Blanc :
  - Avec caractères rouges pour une immatriculation provisoire;
  - Avec caractères noirs pour le corps diplomatique.

Les couleurs blanc, jaune, noir, rouge, sont quatre couleurs rituelles traditionnelles que l'on retrouve à travers l'archipel indonésien, chacune de ces quatre couleurs correspondant à un des quatre points cardinaux (noir au nord, blanc à l'est, rouge au sud et jaune à l'ouest).

## Provinces etresidenties
- A Banten
- B Jakarta
- D Bandung
- E Cirebon
- F Bogor
- G Pekalongan
- H Semarang
- K
- L Surabaya
- M
- N Malang
- P
- R
- S
- T Purwakarta
- AA Magelang
- AB Yogyakarta
- AD Surakarta
- AE
- BA Sumatra occidental
- BB Tapanuli
- BD
- BE
- BG Sumatra du Sud
- BH Jambi
- BK Sumatra du Nord
- BL Aceh
- BM
- BN Bangka Belitung
- BP Batam
- DA Kalimantan du Sud
- DB
- DD
- DK Bali
- DR Lombok
- KB Kalimantan occidental
- KH Kalimantan central
- KT Kalimantan oriental

## Corps diplomatique
Les plaques du corps diplomatique ont un fond blanc et des caractères noirs.
La numérotation consiste en les lettres "CD" suivies de 2 groupes de chiffres :
- Le premier groupe désigne le pays,
- Le deuxième, le véhicule.

La numérotation des pays est la suivante :
- 12 États-Unis
- 13 Inde
- 14 France
- 15 Royaume-Uni
- 16 Philippines
- 18 Australie